# 内藤重政
内藤 重政（ないとう しげまさ）は、戦国時代から安土桃山時代にかけての武将。若狭武田氏の家臣。若狭国遠敷郡天ヶ瀬城主。武田四老の一人。別名は勝行とも。

## 略歴
内藤勝高の子として生まれる。内藤氏は武田元信の孫である政信が内藤氏と改称したのが始まりで、武田義統は重政の従兄弟にあたる。西津荘・甲崎・奈胡・熊野・次吉を領した。
元亀元年（1570年）、織田信長による越前侵攻に際して信長に服属した。天正3年（1573年）7月1日、武田元明や他の若狭衆とともに相国寺において信長に拝礼している。
天正3年（1573年）8月15日、越前一向一揆の討伐戦に参加、海上より一揆勢を攻撃した。天正9年（1581年）2月28日の京都御馬揃えにも参加しているが、若狭衆を率いた丹羽長秀の下で行進したと思われる。
天正10年（1582年）6月2日に起きた本能寺の変では武田元明に従って佐和山城を占拠したため、戦後、追放処分となった（『若州観跡録』）。